# 앙드레 1세
앙드레 1세(Afonso I)는 콩고 왕국 내전 당시 콩고 왕국의 군주였다.
키방구의 통치자였으며 내전 중 콩고 왕국의 왕좌를 차지한 두 주요 킨라자 군주 중 한 명이었고 다른 한 명은 렘바의 왕이었다. 1685년 짧은 기간 동안 키방구 왕국을 다스렸다. 그의 사망은 마누엘 아폰수(Manuel Afonso)이 계승함을 의미했으며 키방구 내에서 권력을 위한 내부 투쟁으로 이어졌다.